# Lichenophanes collarti
Lichenophanes collarti är en skalbaggsart som beskrevs av Vrydagh 1959. Lichenophanes collarti ingår i släktet Lichenophanes och familjen kapuschongbaggar. Inga underarter finns listade i Catalogue of Life.